# Туркментелеком
Государственная компания электросвязи «Туркментелеком» (туркм. «Türkmentelekom»), — телекоммуникационная компания в Туркменистане, имеет статус Национального оператора связи. Создана 7 апреля 1993 года. Головной офис расположен в городе Ашхабад. Имеет филиалы во всех регионах Туркменистана.
ГКЭ «Туркментелеком» охватывает все основные целевые рынки потребителей инфокоммуникационных услуг.
Компания предоставляет услуги телефонии (в том числе ISDN), сетей передачи данных, доступа в Интернет, телеграфа, а также цифрового кабельного телевидения в формате DVB и IPTV.
ГКЭ Туркментелеком является единственным оператором связи в Туркменистане, предоставляющим населению одновременно все услуги связи, в том числе Интернет, сотовую связь (оператор «Алтын Асыр») и электронную почту.
«Туркментелеком» сотрудничает и взаимодействует с более чем 40 операторами дальнего и ближнего зарубежья, а также с компаниями и фирмами мира, специализирующихся в области связи, в частности это фирма — Сименс, Алкатель, Эриксон, Неташ, Италтел TCI, Шлюмберже.
На сайте Туркментелекома возможен онлайн-просмотр всех семи туркменских телеканалов, интерфейс онлайн-вещания выделен в отдельный раздел сайта.
С 2015 года является совладельцем Ашхабадской городской телефонной сети, Туркментелекому подконтрольны 60% акций данного телекоммуникационного оператора.